# Guerra contra el terror

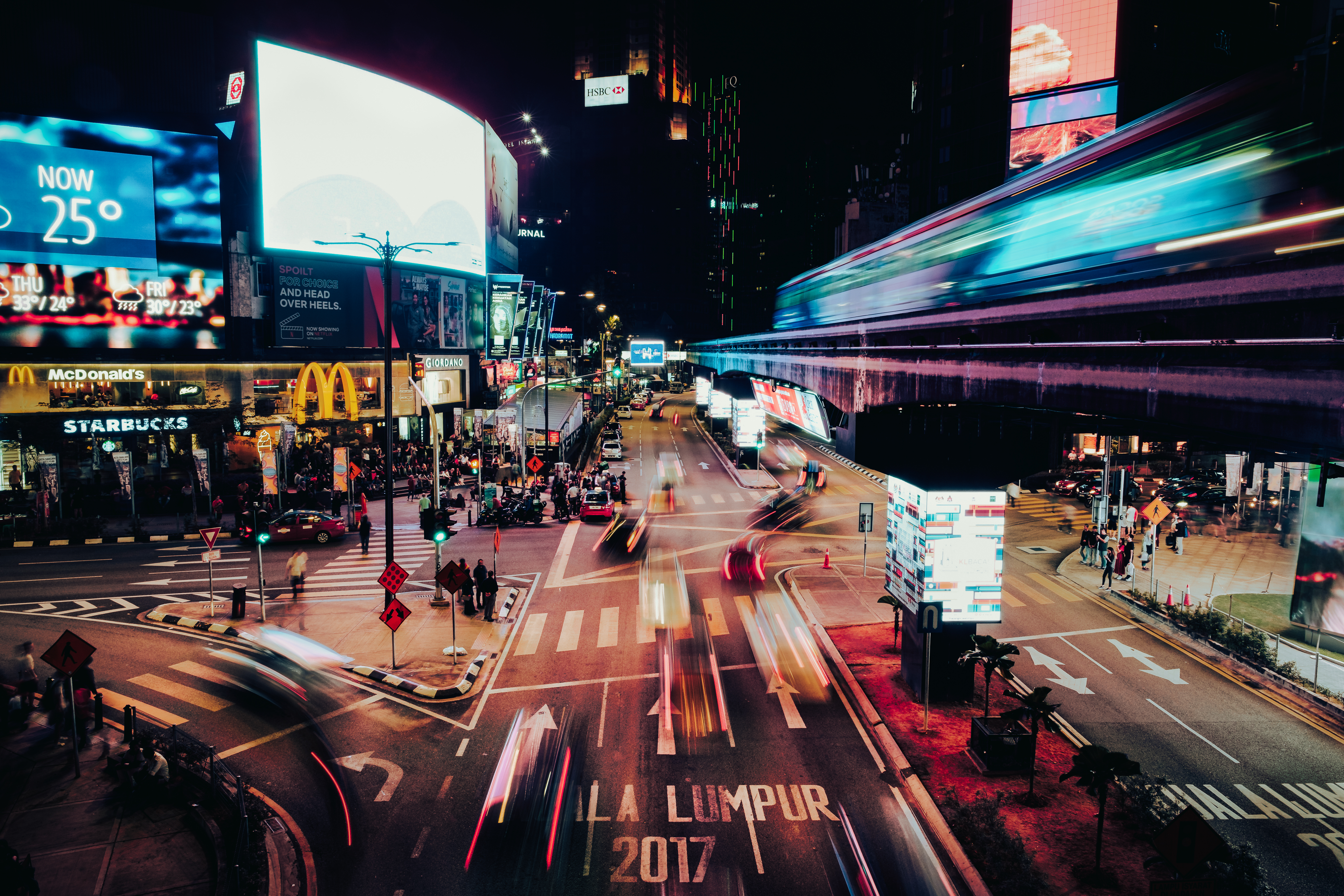
Imatge del 2019 del districte de Bukit Bintang, on es van gravar algunes escenes de la pel·lícula.

Guerra contra el terror (títol original en anglès, War on Terror: KL Anarki) és una pel·lícula de thriller d'acció malàisia del 2023 dirigida per Kroll Azry i Frank See. La pel·lícula és protagonitzada per Aedy Ashraf, Farali Khan, Adlin Aman Ramlee, Daiyan Trisha, Qi Razali i Naque Ariffin. La pel·lícula es va estrenar a Malàisia el 23 de novembre de 2023. S'ha doblat i subtitulat al català.